# Арбисо
Арбисо (Арбус-Ула)  е планински хребет в Северен Китай, в автономен регион Вътрешна Монголия. Простира се от север на юг на протежение около 100 km покрай западната периферия на пустинното плато Ордос и десния бряг на река Хуанхъ. Генетически се явява северно продължение на планината Алашан (Хъланшан). Максимална височина 3015 m. Представлява ясно изразена асиметрична антиклинала със стръмни западни и полегати източни склонове, изградена от архайски и палеозойски скали (кварцити, варовици). Върховете му са столообразни и зъбчати, а склоновете са дълбоко разчленени от предимно сухи долини и дефилета. Покрит е с пустинна дребнохрастова растителност.